# 다니 다 코스타
다니 비에이라 다 코스타(포르투갈어: Danny Vieira da Costa, 1993년 7월 13일 ~ )는 독일의 축구 선수로, 현재 독일 분데스리가의 1. FSV 마인츠 05에서 라이트 백으로 활약하고 있다.